# Блант говорить
«Блант говорить» (англ. Blunt Talk) — американський ситком, створений Джонатаном Еймсом і спродюсований Сетом МакФарлейном для телеканалу Starz. Прем'єра серіалу відбудеться 22 серпня 2015 року.

## Сюжет
Ексцентричний британський телеведучий Волтер Блант переїжджає до Лос-Анджелесу разом зі своїм слугою-алкоголіком і багажем з декількох невдалих шлюбів, щоб вести лицемірне ток-шоу.

## У ролях
- Патрік Стюарт — Волтер Блант[2]
- Джекі Вівер — Розалі Вінтер[5]
- Едріан Скарборо — Гаррі Чендлер[5]
- Доллі Веллс — Селія, продюсер Волтера[6]
- Тім Шарп — Джим[7]
- Річард Льюїс — д-р Вайсс[7]
- Мері Голланд — Шеллі[8]
- Каран Соні — Мартін[8]
- Ед Беглі молодший[8]
- Романі Малко[8]